# Lục trúc
Lục trúc (danh pháp: Bambusa oldhamii) là một loài tre trong họ Hòa thảo. Loài này được Munro mô tả khoa học đầu tiên năm 1868.

## Hình ảnh

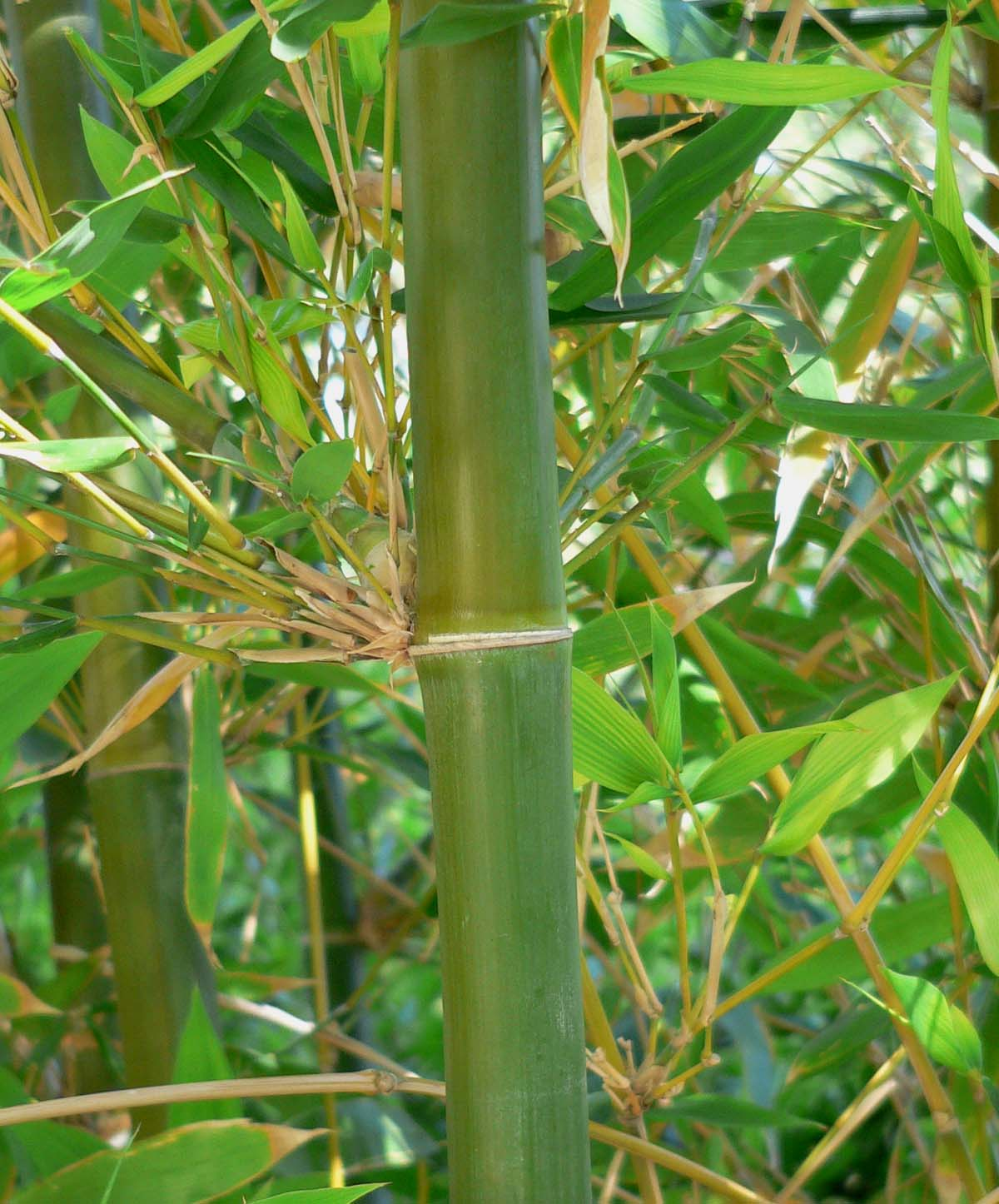